# 托马斯·江恩

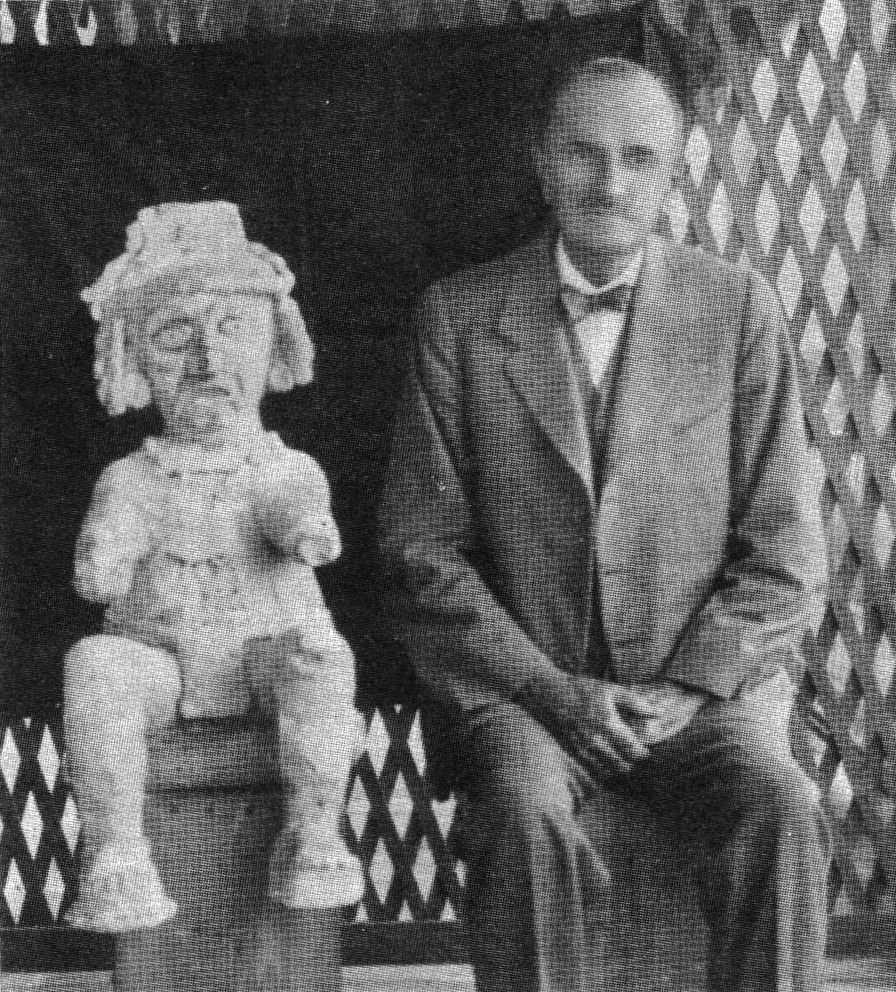
江恩在图卢姆与灰泥偶像他发现在1920年代(现在保存在大英博物馆)。

托马斯·威廉·弗朗西斯·江恩（Thomas William Francis Gann，1867年5月13日—1938年2月24日）的职业是一位医生，但他作为一名业余考古学家探索玛雅文明遗迹的工作却是最值得纪念的。